# 1950 en sociologie
| Années de la sociologie : 1947 - 1948 - 1949 - 1950 - 1951 - 1952 - 1953    |
| Décennies de la sociologie : 1920 - 1930 - 1940 - 1950 - 1960 - 1970 - 1980 |

Cet article présente les événements de l'année 1950 dans le domaine de la sociologie. 

## Publications

### Livres
- Theodor W. Adorno, The Authoritarian Personality
- Georges Friedmann, Où va le travail humain?, éd. Gallimard
- George C. Homans, The Human Group
- Thomas Humphrey Marshall, Citizenship and Social Class.
- Richard Titmuss, The Problems of Social Policy

## Congrès
- Ier congrès de l'Association Internationale de Sociologie — Zurich, Suisse.

## Autres
- Thomas Humphrey Marshall fonde le British Journal of Sociology.